# (7448) Pöllath
(7448) Pöllath – planetoida z pasa głównego asteroid okrążająca Słońce w ciągu 3 lat i 179 dni w średniej odległości 2,3 j.a. Została odkryta 14 stycznia 1948 roku w Mt. Wilson Observatory przez Waltera Baade. Nazwa planetoidy pochodzi od Reinharda Pöllatha (ur. 1948), profesora na Uniwersytecie w Münster. Przed nadaniem nazwy planetoida nosiła oznaczenie tymczasowe (7448) 1948 AA.